# Bovelles
 Bovelles  es una población y comuna francesa, en la región de Picardía, departamento de Somme, en el distrito de Amiens y cantón de Molliens-Dreuil.

## Demografía
| 247 | 206 | 241 | 273 | 336 | 340 |
| Para los censos de 1962 a 1999 la población legal corresponde a la población sin duplicidades (Fuente: INSEE [Consultar]) |     |     |     |     |     |